# SGR 1627−41
SGR 1627-41 är en mjuk gammarepeater (SGR), belägen i norra delen av stjärnbilden Altaret. Den upptäcktes den 15 juni 1998, med hjälp av Burst and transient Source Experiment (BATSE) och var den första mjuka gammarepeatern som upptäcktes sedan 1979. Under en period av 6 veckor hade stjärnan utbrott ungefär 100 gånger och tystnade sedan. De uppmätta skurarna varade i genomsnitt 100 millisekunder men varierade från 25 ms till 1,8 sekunder. SGR 1627−41 är en beständig röntgenkälla. Den ligger på ett avstånd av 11 kparsec i radiokomplexet CTB 33, en stjärnbildande region som inkluderar supernovaresten G337.0-0.1.
Objektet tros vara en neutronstjärna som genomgår slumpmässiga utbrott av hård och mjuk röntgenstrålning. Detta kan orsakas av förlusten av rörelsemängd hos en starkt magnetiserad neutronstjärna, eller magnetar. Alternativt kan den vara en kvarkstjärna, även om detta anses mindre troligt. Efter utbrottet 1998 och det 40 dygn långa efterskenet har SGR 1627−41 förblivit vilande (2003) och kyls stadigt ner från toppen under händelsen.